# Smilgiai
Smilgiai is een plaats in het Litouwse district Panevėžys. De plaats telt 652 inwoners (2001).